# Semetisht
Semetishtë en albanais et Semetište en serbe latin (en serbe cyrillique : Семетиште) est une localité du Kosovo située dans la commune/municipalité de Theranda/Suva Reka et dans le district de Prizren/Prizren. Selon le recensement de 2011, elle compte 1 443 habitants.

## Histoire
Dans le village se trouve une mosquée qui remonte au XIXe siècle ; elle est proposée pour une inscription sur liste des monuments culturels du Kosovo.

## Démographie

### Évolution historique de la population dans la localité
| 1948 | 1953 | 1961 | 1971 | 1981  | 1991  | 2011  |
| ---- | ---- | ---- | ---- | ----- | ----- | ----- |
| 606  | 663  | 764  | 994  | 1 243 | 1 456 | 1 443 |

|  |

### Répartition de la population par nationalités (2011)
En 2011, les Albanais représentaient 99,17 % de la population.